# Alter Justice
 (avril 2022).
Si vous disposez d'ouvrages ou d'articles de référence ou si vous connaissez des sites web de qualité traitant du thème abordé ici, merci de compléter l'article en donnant les références utiles à sa vérifiabilité et en les liant à la section « Notes et références ».
 (avril 2022).
Alter Justice est un organisme à but non lucratif qui offre divers programmes d’intervention, d’information et de soutien à l’intention des personnes touchées par la judiciarisation et la détention dans un établissement correctionnel du Québec (sentence de deux ans moins un jour).  Situé à Québec, l'organisme intervient auprès des personnes incarcérées de l'ensemble des établissements correctionnels du Québec, des personnes judiciarisées, de même que leurs proches.

## Présentation
L’organisme intervient principalement auprès des personnes judiciarisées et leurs proches afin de leur offrir de l’information vulgarisée sur le fonctionnement du système correctionnel québécois, sur les droits et obligations en milieu carcéral, le casier judiciaire et la demande de pardon.  L’organisme vise également à favoriser la réinsertion sociale des personnes judiciarisées en les soutenant dans leurs démarches entourant la demande de réhabilitation.
Alter Justice regroupe des citoyens et organismes de tous horizons, qui ont à cœur le respect de la dignité humaine et la justice sociale; qui s’intéressent au bon fonctionnement du système correctionnel; et qui favorisent une approche axée sur la réinsertion sociale et la prévention de la criminalité.
Les principaux objectifs de l'organisme sont d'offrir de l’information concernant les droits, obligations et recours des personnes incarcérées ou judiciarisées afin de favoriser le respect de leurs droits; de favoriser la réinsertion sociale des personnes judiciarisées en leur offrant de l’information et du soutien dans leurs démarches entourant la demande de réhabilitation;
de renseigner et de sensibiliser la population aux enjeux reliés à la criminalité, la judiciarisation ou l’incarcération;
Par ses actions, Alter Justice vise à participer au développement d’une société sécuritaire en favorisant la réinsertion sociale des personnes judiciarisées; en œuvrant pour l’avancement d’un système correctionnel basé sur des principes et des pratiques qui visent la réhabilitation et qui assurent le respect des droits humains; et en encourageant les initiatives visant la prévention de la criminalité et le développement d’alternatives à la judiciarisation ou des substituts aux sanctions privatives de libertés.

## Actions de l'organisme

### Service d'information téléphonique
Alter Justice offre un service d’information téléphonique qui s’adresse à toute personne qui désire de l’information en regard du système correctionnel québécois, du casier judiciaire ou de la demande de pardon.

### Accompagnement à la demande de pardon
L’organisme offre un service d’information et d’accompagnement individualisé dans les démarches de demande de pardon.  Il est possible d'obtenir de l'information sur les démarches à entreprendre et l'aide nécessaire pour compléter son dossier.

### Rencontres en milieu correctionnel
Les intervenants de l’organisme rencontrent les citoyens incarcérées à l’occasion d’ateliers dans divers secteurs de l’Établissement de détention de Québec.
Ces rencontres permettent évidemment de présenter l’organisme, mais surtout de discuter, dans une approche d’éducation populaire autonome et de défense collective des droits, des principaux droits et obligations en milieu carcéral et d’identifier les situations problématiques vécues et les moyens pour les résoudre.

### Activités d'information et de sensibilisation
L’organisme considère important de présenter au public une image réaliste de la criminalité, de la détention et du système judiciaire.  De par son expertise, Alter Justice est en mesure d’informer la population sur l’état du système correctionnel, les conditions de détention et les principaux problèmes rencontrés par les personnes judiciarisées.
L’organisme vise donc à informer et sensibiliser la population aux enjeux reliés à la criminalité, la judiciarisation ou l’incarcération et à partager les résultats des recherches menées sur ces sujets par le bais de divers outils et d’activités d’informations, de sensibilisation et d’éducation populaire.

## Valeurs

### Incarcération
La mission de l’organisme n’est pas de contrer ou d’alléger les peines imposées, ni d’absoudre les délits commis.  Il considère plutôt que la réinsertion sociale commence à l’intérieur des murs, dès l’incarcération et que la responsabilisation des individus lors de leurs séjour en détention favorise leurs chances de se réintégrer socialement comme citoyens respectueux des lois.

### Alternatives à l'incarcération
L’organisme considère que l’incarcération est une des mesures à considérer dans la lutte à la criminalité, mais pas la seule.  Dans bien des cas, et encore plus particulièrement lors de délits mineurs, des sanctions autres que l’incarcération peuvent être appliquées.  L’organisme encourage le développement et l’utilisation de sanctions alternatives qui respectent à la fois les principes de réinsertion sociale et de sécurité de la population.

### Réinsertion sociale
Les personnes judiciarisées font souvent face à l’isolement et à des préjugés lors de leur retour en société.  Aussi ont-elles besoin d’être soutenues pour faire face à leur réinsertion sociale.  L’organisme travaille donc à atténuer l’exclusion sociale des personnes judiciarisées et à aider ces personnes dans leurs démarches lorsqu’elles désirent déposer une demande de réhabilitation.  Alter Justice considère également que le système correctionnel doit remplir pleinement son rôle de réinsertion sociale en offrant aux personnes contrevenantes les outils et programmes nécessaires à leurs démarches de réinsertion sociale.

### Respect des droits
Pour l'organisme, la reconnaissance des droits des personnes judiciarisées n’est pas incompatible avec le respect des droits des victimes.  Tant les personnes judiciarisées que les victimes ont droit d’être traitées de manière digne et équitable par le système judiciaire et correctionnel et de bénéficier des ressources dont elles ont besoin.

### Prévention de la criminalité
Alter Justice estime que la lutte contre la criminalité passe inévitablement par la prévention, en s’attaquant à ses causes, notamment la pauvreté, le décrochage scolaire et la toxicomanie.

## Fondation – Contexte historique
L'organisme a été formé en 1977 sous le nom Groupe de défense des droits des détenus de Québec (GDDDQ), par des citoyens de la région de Québec, préoccupés par les conditions de détention et le respect des droits reconnus aux personnes incarcérées. La naissance de l'organisme s’inscrit dans la foulée de la montée du mouvement communautaire des années 1960-70.  Durant ces années, plusieurs individus constatent que « l'émergence de l'État moderne n'entraîne pas automatiquement la disparition de la pauvreté, de la discrimination, de l'exploitation [et] que si notre modèle de développement économique produit un accroissement de la richesse collective, il produit du même souffle l'accroissement des inégalités, des exclusions ».
La question des droits des citoyens incarcérés n’est peut-être pas nouvelle, mais c’est vers la fin des années 1970 qu’elle prend de l’ampleur alors que certains criminologues s’intéressent au système carcéral et à l’utilisation de la détention. Durant ces années, le rapport du Comité canadien de la réforme pénale et correctionnelle (rapport Ouimet) de 1969 critique sévèrement la prison.  Ce comité révèle que la prison crée la récidive et ne favorise nullement la réhabilitation sociale.
Par ailleurs, la commission d’enquête sur l’administration de la justice en matière criminelle et pénale au Québec (le rapport Prévost 1968-1970) scrute le système de justice pénale sur une période de deux ans.  À cette époque, la critique la plus virulente à l’endroit du système carcéral est que la prison est l’école du crime. Le Québec était d’ailleurs, dans les années 1960, la province qui incarcérait le plus au Canada.

## Campagnes et actions
Dès 1977, le Groupe de défense des droits des détenuEs de Québec réclame des autorités carcérales le droit à la justice, à l’information et le respect de l’intégrité individuelle. Il exige de faire connaître aux personnes incarcérées les règlements touchant la détention, élément fondamental puisque la violation de ces règles entraînait des mesures disciplinaires. Le Groupe demande également que les personnes convoquées devant le comité de discipline puissent préparer leur défense et bénéficier de la présence d’une personne de leur choix lors de leur comparution.
Lors de l'élection générale québécoise de 1981, le GDDDQ dénonce le refus d’accorder le droit de vote aux personnes incarcérées dans les pénitenciers fédéraux, droit pourtant accordé lors du référendum de l’année précédente au Québec. Pour le Groupe, ce droit représente une façon de responsabiliser les citoyens incarcérés. Il faudra attendre jusqu'en 2002 pour que le droit de vote soit finalement accordé à l'ensemble des détenus au Canada.
En juin 1986, le GDDDQ se joint à la coalition contre le retour de la peine de mort au Canada et dirige le mouvement dans la région de Québec. Il met sur pied une vaste campagne de sensibilisation et fait circuler une pétition contre le rétablissement de la peine capitale. Finalement, le 30 juin 1987, les députés de la Chambre des communes votent massivement contre le rétablissement de la peine capitale, rejetant la motion par 148 voix contre 127.
En 1996, le GDDDQ en partenariat avec CKIA Radio Basse-Ville se lance dans un projet de radio mettant en vedette des personnes incarcérées du Centre de détention de Québec. Cette émission baptisée « Les Souverains d’Orsainville » se veut une façon de créer des ponts entre la communauté et les personnes incarcérées.
En janvier 1999, le Groupe de défense des droits des détenuEs de Québec participe aux consultations faites par le Protecteur du citoyen dans le cadre de son enquête sur les Services correctionnels du Québec.  Dans son rapport, le Protecteur du citoyen constate que la situation certes changé depuis son premier rapport sur les services correctionnels en 1985, mais qu’elle s’est aussi détériorée sous plusieurs aspects. Le Protecteur note également la détérioration des conditions de vie des personnes incarcérées.
Dans le cadre du Sommet des Amériques de 2001 à Québec, le ministère de la Sécurité publique du Québec a annoncé que l’ensemble des places au Centre de détention de Québec seraient libérées afin d’accueillir d’éventuels manifestants.  Le GDDDQ obtient l’engagement du ministre que les revenus des personnes incarcérées travaillant aux ateliers soient maintenus advenant un transfert et que les soins de santé soient assurés par la transmission d’une fiche de santé et d’une liste de médicaments à l’établissement d’accueil.  Aussi, une carte d’appel sera fournie aux personnes incarcérées afin de limiter les coûts d’interurbains pour leurs familles et l’accès au processus d’évaluation d’absence temporaire sera maintenu pour tous.
En 2004, le GDDDQ se joint à un comité d’experts, formé par l'Association des Services de Réhabilitation sociale du Québec, chargé d’étudier la question de la privatisation des prisons au Québec. Après analyse, le comité s'oppose non seulement à la privatisation des établissements correctionnels, mais également à la construction de nouvelles prisons. 
En 2005, à la suite de la mort d’un détenu à la prison de Québec en raison d’une erreur de médication, le GDDDQ réclame une enquête publique sur l’administration des soins de santé offerts dans les prisons du Québec. Le GDDDQ dénonce vivement le manque de ressources médicales dans les centres de détention.
Lors de son trentième anniversaire de fondation, en 2007, l'organisme organise un concours d'écriture auprès des personnes incarcérées à l'Établissement de détention de Québec.  Les détenuEs sont invités à exposer leur vision de l'avenir des services correctionnels au Québec.  Les trente meilleures idées sont présentées dans le cahier souvenir du GDDDQ ainsi que sur son site Internet.
À l’automne 2010, le gouvernement fédéral tentait de faire adopter le projet de loi C‑23b. Ce projet resserre drastiquement les règles d’admissibilité au pardon, le rendant même impossible dans de nombreux cas.  À l’instar de nombreux organismes œuvrant auprès de la clientèle judiciarisée, l'organisme s'est inquiétés de l’impact qu’aura ce projet de loi en matière de réinsertion sociale.   Le Groupe de défense des droits des détenus de Québec a donc organisé une vaste campagne de mobilisation sociale en invitant la population et les organismes à manifester leurs inquiétudes et leur opposition au projet de loi C-23b. Par ailleurs, l’organisme a participé aux discussions entourant la production d’un mémoire qui fut présenté conjointement par l’Association des services de réhabilitation sociale du Québec, dont fait partie le Groupe de défense des droits des détenus de Québec, et le Regroupement des intervenants en matière d’agressions sexuelles.  Ce mémoire a été présenté au Comité permanent de la Sécurité publique et nationale de la Chambre des communes du Canada en novembre 2010.   De surcroît, le GDDDQ était signataire d’une lettre ouverte réclamant l’abandon du projet de loi C-23b.  Cette lettre a été publiée par l’Association des services de réhabilitation sociale du Québec et signée par 24 professeurs d’universités et 40 organismes.
L'organisme a opté pour un nouveau nom, Alter Justice, en 2011.  Ce changement de nom était devenu nécessaire afin de refléter l'élargissement de sa clientèle et de ses actions. C'est en 2011 que l'organisme a lancé son nouveau service d'aide et d'accompagnement à la demande de pardon.  Dès lors, l'organisme s'implique, en collaboration avec d'autres organisations, dans une campagne de mobilisation sociale dénonçant le projet de loi C-10 du gouvernement du Canada.  Ce projet de loi propose une série de modifications au Code criminel canadien.

## Publications
Alter Justice publie un bulletin d’information trimestriel destiné à toute personne qui désire être informé de la réalité du milieu carcérale, de la criminalité et du système judiciaire.  Ce bulletin est disponible pour les membres et les abonnés.  Certains dossiers et documents de recherches sont également accessibles via son site Internet.